# Браїлки (Полтава)
Браїлки — історична місцевість і житловий мікрорайон Полтави, знаходиться у Київському районі. Колишнє передмістя. Браїлки відомі з XVII століття. У 1660—1670 роках тут мав хутір полтавський городовий отаман, полковий осавул Іван Браїла (Браїлка). У 1859 році нараховували 5 дворів, 30 жителів, у 1926 році — 16 дворів, 79 жителів. У 20-х роках XX століття Браїлки включені до складу міста.

## Транспорт

### Тролейбус
02 березня 1964 року введено в дію тролейбусну лінію по вулиці Решетилівська та відкрито маршрут №3 «Склозавод - Браїлки». 12 жовтня 1965 року було відкрито маршрут №4 «Південний вокзал - Браїлки». 01 серпня 1966 року у зв'язку з продовженням тролейбусної лінії до заводу ГРЛ кінцеву зупинку для маршрутів №3 та №4 було перенесено туди.
У 1971 році відкрито маршрут №7 «Завод ГРЛ - м-н Алмазний», який припинив існування у 1987 році. У 1990 році було запущено новий маршрут №7 «Сади-1 - Училище зв'язку», який через рік було продовжено до Розсошенців.
07 листопада 1981 року відбулося відкриття тролейбусної лінії у мікрорайоні Половки та маршруту №9 «Центр - Половки», який проходив через Браїлки. У листопаді 1984 року було продовжено тролейбусну лінію через дамбу від Половків до мікрорайону Сади-1, куди і було перенесено кінцеву зупинку маршруту №9. З лютого 1985 року маршрути №5 та №9 стали кільцевими, в січні 1990 року №9 повернуто на попередній маршрут, а №5 закрито. З 2000 року тролейбус №9 ходив за маршрутом «Південний вокзал - Сади-1», а 2012 року маршрут припинив існування.
Маршрут №6 почав ходити від Південного вокзалу до заводу ГРЛ після з'єднання Половків та Садів-1.
У грудні 2005 року було відкрито кільцевий маршрут №15.
20 жовтня 2011 року тролейбус №5 знову став ходити як кільцевий.
| Номер | Маршрут                                           |
| ----- | ------------------------------------------------- |
| 3     | Завод ГРЛ - Склозавод                             |
| 4     | Завод ГРЛ - Південний вокзал (через Центр)        |
| 5     | Кільцевий (за годинниковою стрілкою)              |
| 6     | Завод ГРЛ - Південний вокзал (через м-н Алмазний) |
| 7     | Інститут зв'язку - Розсошенці                     |
| 15    | Кільцевий (проти годинникової стрілки)            |

### Автобуси та маршрутні таксі
| Номер | Маршрут                                 |
| ----- | --------------------------------------- |
| 21    | Кільцевий                               |
| 22    | Кільцевий                               |
| 25    | Завод ГРЛ - Левада                      |
| 26    | Левада - Половки - Алмазний - Левада    |
| 28    | Завод ГРЛ - Розсошенці (через Центр)    |
| 40    | Критий ринок - Рибці                    |
| 51    | Завод ГРЛ - Розсошенці (через Алмазний) |